# Теплогор'є
Теплого́р'є (рос. Теплогорье) — присілок у складі Великоустюзького району Вологодської області, Росія. Адміністративний центр Теплогорського сільського поселення.

## Населення
Населення — 307 осіб (2010; 392 у 2002).
Національний склад (станом на 2002 рік):
- росіяни — 99 %